# Яковенко, Леонид Александрович
Леонид Александрович Яковенко (25 октября 1946, Боброво, Сумская область — 21 января 1999) — украинский политик; депутат Верховной Рады Украины, первый секретарь Сумского обкома КП Украины.

## Биография
Родился в семье колхозника. В 1965 году окончил Будилскую среднюю школу, в 1966—1968 годы служил в армии. В 1968—1976 годы — на комсомольской работе; окончил сельскохозяйственный техникум, в 1974 году — Харьковский сельскохозяйственный институт по специальности «агроном». В 1976—1978 годы — председатель правления колхоза «Дружба» Лебединского района.
С 1978 года — на партийной работе: первый секретарь Лебединского райкома, с 1988 — секретарь, 2-й секретарь Сумского обкома КП Украины. В 1984 году окончил Высшую партийную школу при ЦК КП Украины.
С октября 1991 по апрель 1998 года — генеральный директор Сумского областного межхозяйственного ВО «Агрокомбикорм».
Народный депутат Украины 3-го созыва с 03.1998 от КПУ, № 43 в списке (по одномандатному избирательному округу № 162 Сумской области с 20,48 % голосов занял только 3-е место). Состоял членом фракции КП Украины и членом Комитета по вопросам аграрной политики и земельных отношений (с июля 1998).
Умер от отравления 21.01.1999.

## Награды
- Медаль «За трудовое отличие».